# Homalogrypota cinnabarina
Homalogrypota cinnabarina är en insektsart som beskrevs av Schmidt 1920. Homalogrypota cinnabarina ingår i släktet Homalogrypota och familjen spottstritar. Inga underarter finns listade i Catalogue of Life.